# Diocesi di Monembasia

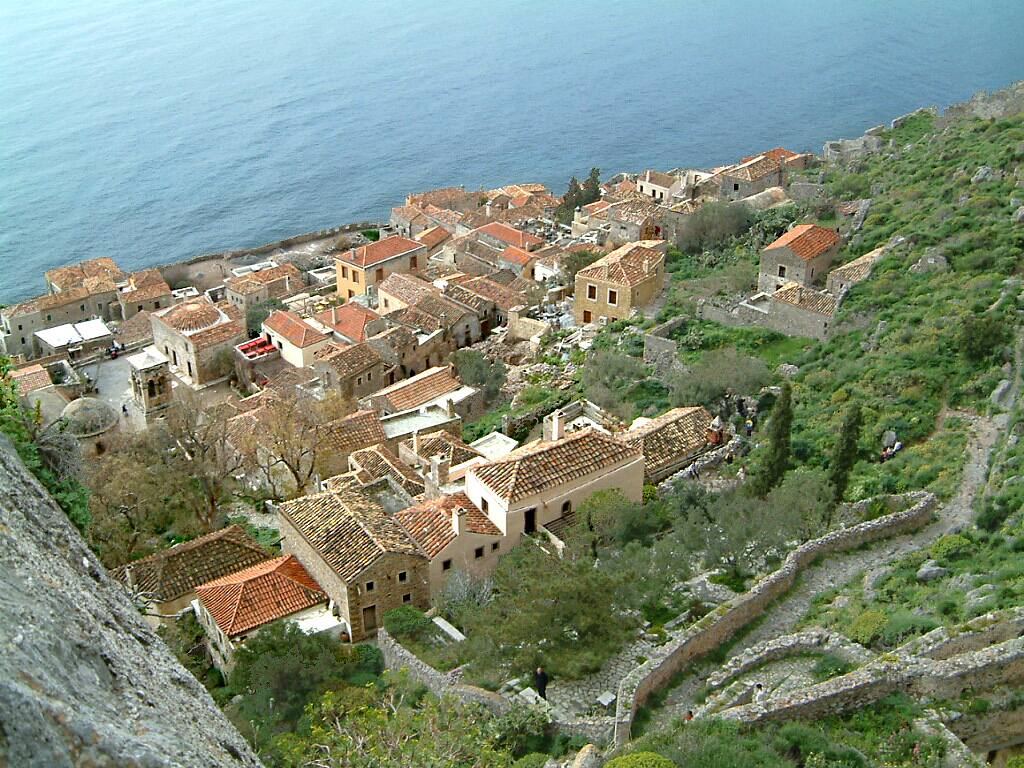
La città di Monembasia oggi.

La diocesi di Monembasia (in latino: Dioecesis Monembasiensis) è una sede soppressa e sede titolare della Chiesa cattolica.

## Storia
Monembasia è un'antica sede vescovile della Grecia nel Peloponneso, suffraganea dell'arcidiocesi di Corinto.
La sede sembra piuttosto tardiva; il primo vescovo noto infatti è Pietro, presente al secondo concilio di Nicea del 787. Inoltre essa compare nei cataloghi ufficiali per la prima volta nella Notitia Episcopatuum attribuita all'imperatore bizantino Leone VI (886-912) e databile all'inizio del X secolo (verso 901-902).
Di Monembasia si è conservato il synodicon, testo di carattere liturgico-dogmatico, utilizzato in particolari occasioni e celebrazioni liturgiche, dove si faceva menzione del vescovo in carica e si ricordavano i suoi predecessori. Il synodicon di Monembasia riporta una serie di dodici vescovi di questa diocesi fino alla metà dell'XI secolo; quest'elenco arricchisce di molto la cronotassi di Michel Le Quien, che nel primo millennio cristiano censiva solo quattro vescovi.
In seguito alla quarta crociata la città fu conquistata dagli Occidentali e rimase nelle loro mani per un breve periodo (1248-1261). In questi anni, durante il quale la città era conosciuta con i nomi di Malvasia o Neapoli di Malvasia, fu soppressa la gerarchia bizantina e fu istituita una diocesi di rito latino. Due sono i vescovi latini noti: Eudes di Verdun e Giovanni di Ancona.
Quando la città fu riconquistata dai Greci, per la sua importanza strategica e per l'accresciuta influenza economica l'imperatore Michele VIII Paleologo elevò Monembasia al rango di sede metropolitana con quattro diocesi suffraganee: Elo, Maina, Citeria e Reonto.
Dal 1933 Monembasia è annoverata tra le sedi vescovili titolari della Chiesa cattolica; la sede è vacante. È conosciuta con i nomi di Malvasiensis o Monovasiensis seu Monobasiensis.

## Cronotassi

### Vescovi greci
- Pietro † (menzionato nel 787)
- Marino † (circa VIII secolo)[3]
- San Teofane ? † (fine VIII secolo - inizio IX secolo)
- Giovanni I † (menzionato nell'815)
- Niceta † (fine IX / inizio X secolo)[4]
- Giovanni II † (? - metà circa del X secolo deceduto)
- Paolo † (menzionato nel 955)
- Giorgio † (fine X secolo)
- Costantino †
- Niceta †
- Cristoforo †
- Giovanni III †
- Basilio †
- Nicola † (metà dell'XI secolo)

### Vescovi latini
- Eudes di Verdun † (6 aprile 1254 - ?)
- Giovanni di Ancona † (? - 9 settembre 1272 nominato patriarca di Grado)

### Vescovi titolari
- Siberto di Boppardia, O.Carm. † (? - 21 settembre 1359 deceduto)
- Benvenuto, O.F.M. † (? - 2 luglio 1376 nominato vescovo di Sapë)
- Andrea † (prima di febbraio 1513 - prima del 19 giugno 1516)[5]
- Marco Musuro † (19 giugno 1516 -  24 ottobre 1517 deceduto)[5]
- Manilio Cabacio Rallo † (4 novembre 1517 -  ? dimesso)
- Filippo Arrivabeni † (1º ottobre 1520 -  ?)
- Aristobulo Apostolio (1523)